# Мікути (Підляське воєводство)
Мікути (пол. Mikuty) — село в Польщі, у гміні Радзілув Ґраєвського повіту Підляського воєводства.
Населення — 46 осіб (2011).
У 1975-1998 роках село належало до Ломжинського воєводства.

## Демографія
Демографічна структура станом на 31 березня 2011 року:
|          | Загалом | Допрацездатний вік | Працездатний вік | Постпрацездатний вік |
| -------- | ------- | ------------------ | ---------------- | -------------------- |
| Чоловіки | 25      | 8                  | 15               | 2                    |
| Жінки    | 21      | 4                  | 14               | 3                    |
| Разом    | 46      | 12                 | 29               | 5                    |